# ناوشکن کلاس جی (۱۹۴۴)
دیسترویر کلاس جی (۱۹۴۴) (به انگلیسی: G-class destroyer (1944)) یک کلاس از کشتی است که طول آن ۳۶۵ فوت (۱۱۱٫۲۵ متر) می‌باشد.